# Isonychus fuscipennis
Isonychus fuscipennis är en skalbaggsart som beskrevs av Blanchard 1850. Isonychus fuscipennis ingår i släktet Isonychus och familjen Melolonthidae. Inga underarter finns listade i Catalogue of Life.